# Sony α99 II
La Sony α99 II è una fotocamera SLT EVIL. Fu presentata per la prima volta al Photokina di Colonia nel 2016 per festeggiare i dieci anni di produzione della serie di fotocamere "Alpha" della corporation giapponese Sony. Ammiraglia della serie, ha caratteristiche elevate e tecnologicamente innovative che la rende adatta sia per fotografi professionisti che per fotoamatori evoluti. L' α99 II usa una nuova tecnologia chiamata "Translucent", ha 42,4 Mp di risoluzione, ed un'elevata velocità di ripresa che permette fino a 12 scatti al secondo.

## Caratteristiche principali
Una delle caratteristiche della α99 II è rappresentata da una tecnologia innovativa a marchio Sony, denominata "translucent", che posiziona l'apparecchiatura fra le reflex "pure" (ovvero quelle dotate di specchio) e le mirrorless (senza specchio). Nella tecnologia "traslucent", lo specchio c'è ma è "trasparente", «il vantaggio è che il fascio di luce può essere diretto sia al sensore principale che a uno dedicato per la messa a fuoco».
L'autofocus di cui è dotata, l'Hybrid Cross AF, è un'ulteriore peculiarità di questa attrezzatura che permette messe a fuoco velocissime. Ha un sensore stabilizzato su 5 assi con 79 punti di messa a fuoco oltre i 399 esistenti sull'ulteriore sensore dedicato
- Tipo: Macchina SLT EVIL full frame 24x36mm - translucent
- Sensore: BSI-CMOS da 42.4 Megapixel, stabilizzato
- Risoluzione min/max: 2592x1728 - 7952x5304
- Sensibilità di riferimento: da 100 a 25.600 con estensione a ISO 50 e ISO 102.400
- Bilanciamento del bianco: automatico o manuale fino a regolazione fine
- Schermo LCD: TFT da 3.0" con 1.228.800 pixel
- Messa a fuoco: Autofocus TTL su 79 punti di cui 15 a croce
- Esposizione (misurazione della luce): Misurazione di 1200 zone
- Esposizione (modi): manuale, a priorità dei tempi o dei diaframmi, program, autom. e prog.p.
- Tempi: da 30 sec. a 1/8000 di sec.
- Formati immagine: jpeg, raw, raw+jpeg
- Supporti di memoria: 1 Memory Stick Pro Duo/Pro-HG Duo/ Stick Micro + 1SD/SDHC/SDXC
- Interfacce: USB, HDMI, WI-FI+NFC, Bluetooth
- Mirino: elettronico da 2.359.296 punti
- Scatto: singolo, a raffica (standard) 8 ftg/sec e fino a 12 ftg/sec
- Alimentazione: NP-FM500H - batteria agli ioni di litio
- Innesto obiettivi: Sony con attacco A
- Video: 4k 3840x2160/25p Full HD 1920x1080/120p, 60p, 50p,30p,24p